# Populina (växter)
Populina är ett släkte av akantusväxter. Populina ingår i familjen akantusväxter.
Kladogram enligt Catalogue of Life:
| Populina | \| \| Populina perrieri \| \| \| \| \| \| Populina richardii \| \| \| \| |
|          | \| \| Populina perrieri \| \| \| \| \| \| Populina richardii \| \| \| \| |
|          | Populina perrieri                                                        |
|          |                                                                          |
|          | Populina richardii                                                       |
|          |                                                                          |